# Градусна сітка

Градусна сітка з паралелей та меридіанів

Градусна сітка (лат. crāticula - «решітка», також координатна сітка) — система меридіанів та паралелей на географічних картах, яка служить для відліку географічних координат. Градусна сітка з ізоліній існує на різних мапах з різними масштабами. Деякі картографи використовують термін градусна сітка для позначення не тільки візуальних ліній, а й самої системи відліку широти та довготи; проте в епоху Географічних інформаційних систем це зустрічається набагато рідше, бо частіше використовують термін «Географічна система координат».

## Історія

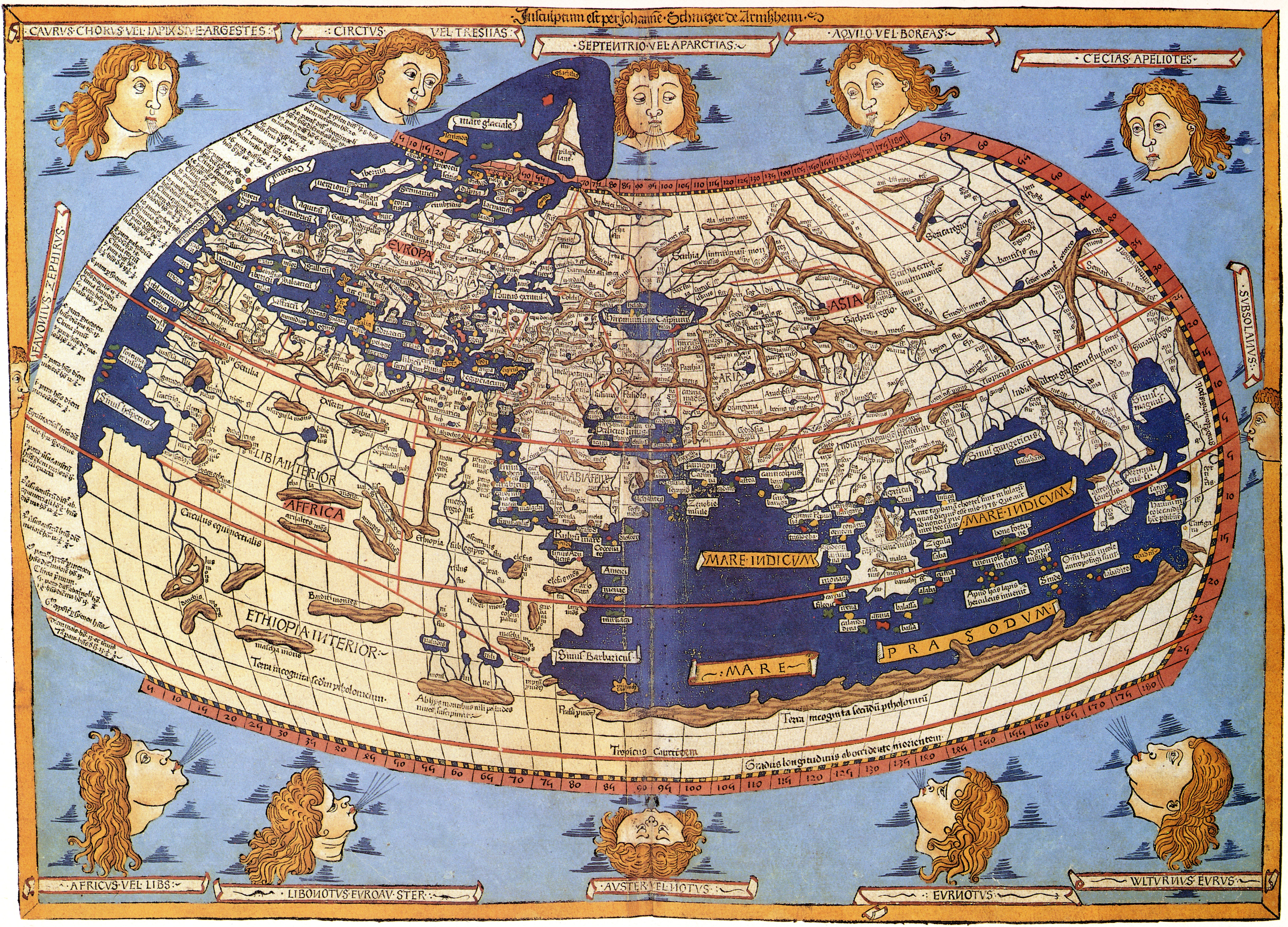
Карта світу в «Географії» Клавдія Птолемея, яка була надрукована у 1482 році

Градуювання як поділ повного кола на 360 ° сходить до давньогрецьких астрономів Гіпсікла Александрійського («Анафорікос», 170 р. до н. е.) і Гіппарха Нікейського (190—120 рр. до н. е.).  Поняття градусної сітки з'явилося у часи появи концепції сферичности Землі, системи координат для вимірювання географічного розташування та проєкції карти. Грецький вчений Ератосфен у своїй  науковій праці «Географія» у ІІІ столітті до н. е., використовував лінії меридіанів та паралелей, які перетинались одна з іншою. Його співвітчизник Птолемей у третій частині своїй праці «Географія» (близько 150 р н. е.) використовує градусну сітку із ступенями довготи та широти, де лінії прокладено через рівні проміжки.
Праці давньогрецьких географів були доступні вченим середньовічного ісламу. Наприклад, Аль-Хорезмі використовував градусну сітку Птолемея для створення своїх карт.
А у Європі тільки у XIV столітті були повторне відкриті карти Птолемея. Після перекладу на латинську мову його творів градусна сітка Птолемея швидко прижилася у картографії того часу. Однак під час європейського середньовіччя при створенні деяких карт градусна сітка не використовувалась. Так карти Т і О, створювалися більш на релігійній космології, ніж на точному відображенні місця розташування об'єкту.
З ХІІІ до XVI століття почали виготовляти портолани. Характерною ознакою портоланів є нанесена на них сітка румбів. Вони  були набагато більш корисні для морської навігації, ніж для визначення широти і довготи.
Існують певні суперечки щодо того, чи використовували давні китайці та інші азіати на картах градусну сітку. Китайський вчений Чжан Хен, який жив у ІІ столітті, ймовірно, першим став використовувати градусну сітку, але карти його не збереглися. Хоча давні китайські карти не відображали жодної концепції широти та довготи, координатні сітки з'являються на деяких картах саме у середньовіччі. Так мапа Ю Цзи Ту (Карта шляхів Юя Великого) династії Сун датована ХІІ століттям н. е. мала сітку з інтервалом 100 лі (близько 30 миль).
Починаючи з XVI століття, градусна сітка використовувалась на усіх картах як глобального, так й регіонального масштабу.

## Використання
Градусна сітка на карті може служити для кількох цілей:
- Допоможе визначити географічні координати місць
- Допоможе визначити  розміщення точки із відомими координатами
- Визначити сторонні напрямки, особливо на картах, проєкції яких ці напрямки змінюють (наприклад, конічні, псевдоциліндричні, азимутальні)[5]

Зазвичай градусна сітка використовується для професійного призначення (картографами, геодезистами, для навчання тощо). Тому на географічних картах загального призначення вона є вторинною щодо основної інформації карти, тому сітки часто малюються для візуального сприйняття.

## Сітка на географічній карті

Градусна сітка на картах різних проєкцій

Градусну сітку на Земній кулі можна показати й на плоскій поверхні при створенні карти. Залежно від вибраної проєкції карти градусна сітка відображається у вигляді квадратів, прямокутників, трапецій або секторів кільця.

## Сітка на глобусі
Подібно до того, як можна визначити прямокутну систему координат на площині, градусну сітку також можна створити на сферичній поверхні. Вона складається з:
- кіл широти (паралелей): лінії, які йдуть паралельно екваторіальній площині Земної кулі. Одна з них — це екватор (найбільша паралель), інші лежать паралельно йому, зміщені на північ і південь і стають все коротшими до полюсів.
- поздовжних кіл: всі вони проходять від полюса до полюса та мають однакову довжину. Крім того, вони перпендикулярні до всіх кіл широти.

Широта і довгота розраховуються в градусах:
- Паралелі починаються з нуля градусів на екваторі на північ і південь (90 ° кожна). Довжина 1 градуса завжди дорівнює 111 км.
- Довготи, що починаються з початкового меридіана та розходяться на захід та схід  (по 180 ° кожен).

Цей спосіб підрахунку подібний до сферичних координат, які зазвичай використовуються в математиці. Він також має перевагу в тому, що він не залежить від радіуса кулі. Кожна точка на кулі чітко визначається шляхом вказівки довжини та ширини.